# York Football League
De York Football League is een Engelse regionale voetbalcompetitie uit North Yorkshire, die werd opgericht in 1897. De sponsornaam van de competitie is York Leeper Hare Football League.
Toen de league werd opgericht eind negentiende eeuw was het voetbal nog in volle opmars. De Football League bestond zelf nog maar 9 jaar en het grootste team uit York, York City was nog niet eens opgericht. De volgende 9 clubs waren medeoprichter van de league. 
| - Acomb - Bishopthorpe - Easingwold - Ebor Wanderers - Rowntrees |  | - Ulleskelf - York St. Clements - York Trinity - York Wednesday |

Acomb en Rowntrees werden in 1920 ook medeoprichter van de Yorkshire League. Rowntrees is de enige club nog steeds bestaat zonder ooit heropgericht te zijn. Er zijn 4 divisies en de hoogste is op het 14de niveau in de Engelse voetbalpyramide. De kampioen kan promoveren naar de West Yorkshire League.

## Recente kampioenen Premier Division
- 2003-04 Dringhouses
- 2004-05 Dringhouses
- 2005-06 Dringhouses